# Рівняння Гартрі
У 1927 році, через рік після публікації рівняння Шредінгера, Дуґлас Гартрі сформулював рівняння, яке сьогодні відоме як рівняння Гартрі для атомів, використовуючи ідею самоузгодженості, яку ввів Роберт Ліндсей при дослідженні систем багатьох електронів за теорією Бора. Гартрі припустив, що ядро разом з електронами формує сферично симетричне поле. Розподіл заряду кожного електрона визначався розв'язком рівняння Шредінгера для електрона в потенціалі {\displaystyle v(r)}, виведеного з поля. Самоузгодженість вимагає, щоб повне поле, що обчислюється з отриманих розв'язків, було самоузгоджене з початковим полем, і тому Гартрі назвав цей метод методом самоузгодженого поля.
Для того, щоб розв'язати рівняння для електрона в сферичному потенціалі, Гартрі вперше запропонував атомні одиниці для усунення фізичних констант. Далі він переписав оператор Лапласа, перейшовши від декартових до сферичних координат, із ціллю показати, що розв'язок являє собою добуток радіальної функції {\displaystyle P(r)/r} і сферичної функції з орбітальним квантовим числом {\displaystyle \ell }, а саме {\displaystyle \psi =(1/r)P(r)S_{\ell }(\theta ,\phi )}. Рівняння для радіальної функції має вигляд:
{\displaystyle d^{2}P(r)/dr^{2}+[2(E-v(r))-\ell (\ell +1)/r^{2}]P(r)=0.}
В математиці рівнянням Гартрі, яке можна розглядати як нелокальне кубічне рівняння Шредінгера, є рівняння в {\displaystyle \mathbb {R} ^{d+1}}:
{\displaystyle i\,\partial _{t}u+\nabla ^{2}u=V(u)u,}
де:
{\displaystyle V(u)=\pm |x|^{-n}*|u|^{2}}
та
{\displaystyle 0<n<d}.
Нелінійне рівняння Шредінгера в певному сенсі є граничним випадком рівняння Гартрі. 